# Carex agglomerata
Carex agglomerata är en halvgräsart som beskrevs av Charles Baron Clarke. Carex agglomerata ingår i släktet starrar, och familjen halvgräs.

## Underarter
Arten delas in i följande underarter:
- C. a. rhizomata
- C. a. agglomerata